# 鹿沼郵便局
鹿沼郵便局（かぬまゆうびんきょく）は栃木県鹿沼市にある郵便局。民営化前の分類では集配普通郵便局であった。

## 沿革
- 1872年8月4日（明治5年7月1日） - 鹿沼郵便取扱所として開設[1]。幕末の名主・問屋であった仲町の森田家が務めた[2]。
- 1875年（明治8年）1月1日 - 鹿沼郵便局（五等）となる。
- 1878年（明治11年）11月18日 - 為替取扱を開始。
- 1885年（明治18年）10月1日 - 貯金取扱を開始。
- 1890年（明治23年） - 仲町の山口家が局長に就任し、久保町に局舎を置く[3]。
- 1893年（明治26年）2月16日 - 鹿沼郵便電信局となる。
- 1903年（明治36年）4月1日 - 通信官署官制の施行に伴い鹿沼郵便局となる。
- 1935年（昭和10年）12月 - 特定三等局となる[4]。
- 1939年（昭和14年） - 仲町の旧下野中央銀行鹿沼支店を帝国繊維から借用し、本局（電信電話、保険）を移転する[5]。旧局舎は郵便業務のみを扱う分室として存置[2]。
- 1947年（昭和22年） - 局舎を帝国繊維から買収し、国有化する[2]。
- 1949年（昭和24年） - 局舎裏に附属舎を建設、分室を廃止する[2]。
- 1958年（昭和33年）4月10日 - 電話通話および和文電報受付事務の取扱を開始[6]。
- 1963年（昭和38年）3月 - 局舎新築落成。鉄筋コンクリート構造地上2階地下1階建て、建坪は1,705 m2[2]。
- 1984年（昭和59年）4月9日 - 鹿沼市仲町から、同市久保町に局舎を新築、移転。敷地は栃木県上都賀庁舎と鹿沼警察署の跡地である[2]。
- 1998年（平成10年）9月1日 - 外国通貨の両替および旅行小切手の売買に関する業務取扱を開始。
- 2007年（平成19年）10月1日 - 民営化に伴い、併設された郵便事業鹿沼支店に一部業務を移管。
- 2012年（平成24年）10月1日 - 日本郵便株式会社発足に伴い、郵便事業鹿沼支店を鹿沼郵便局に統合。
- 2016年（平成28年）4月11日 - 草久郵便局、加園郵便局から集配業務を移管。

## 取扱内容
- 郵便、印紙、ゆうパック、内容証明
- 貯金、為替、振替、振込、国際送金、国債、投資信託
- 生命保険、バイク自賠責保険、自動車保険、がん保険、引受条件緩和型医療保険
- ゆうちょ銀行ATM
- 「322-00xx」「322-01xx」「322-02xx」区域（鹿沼市内の一部地域）の集配業務
- ゆうゆう窓口

## 周辺
- 鹿沼市役所
- 御殿山公園
- 鹿沼市立中央小学校
- 黒川

## アクセス
住所：〒322-8799 栃木県鹿沼市久保町1692-2
- 東武日光線 新鹿沼駅から北へ約1.3km（徒歩約15分）、JR日光線 鹿沼駅から西へ約1.8km（徒歩約20分）
- 関東バス、鹿沼市民バス「リーバス」 久保町停留所下車
- 東北自動車道 鹿沼ICから北西へ約7.5km
- 国道121号沿い
- 駐車場あり：15台